# Clara Petacci

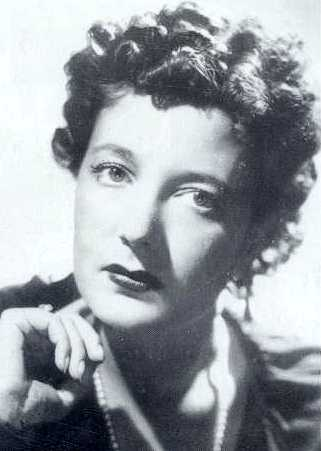
Clara Petacci

Clara Petacci hay còn gọi là Claretta Petacci (phát âm tiếng Ý: [klaˈretta peˈtattʃi]; 28 tháng 2 năm 1912 – 28 tháng 4 năm 1945) là người tình của nhà độc tài Ý Benito Mussolini, người lớn hơn bà hai mươi tám tuổi.

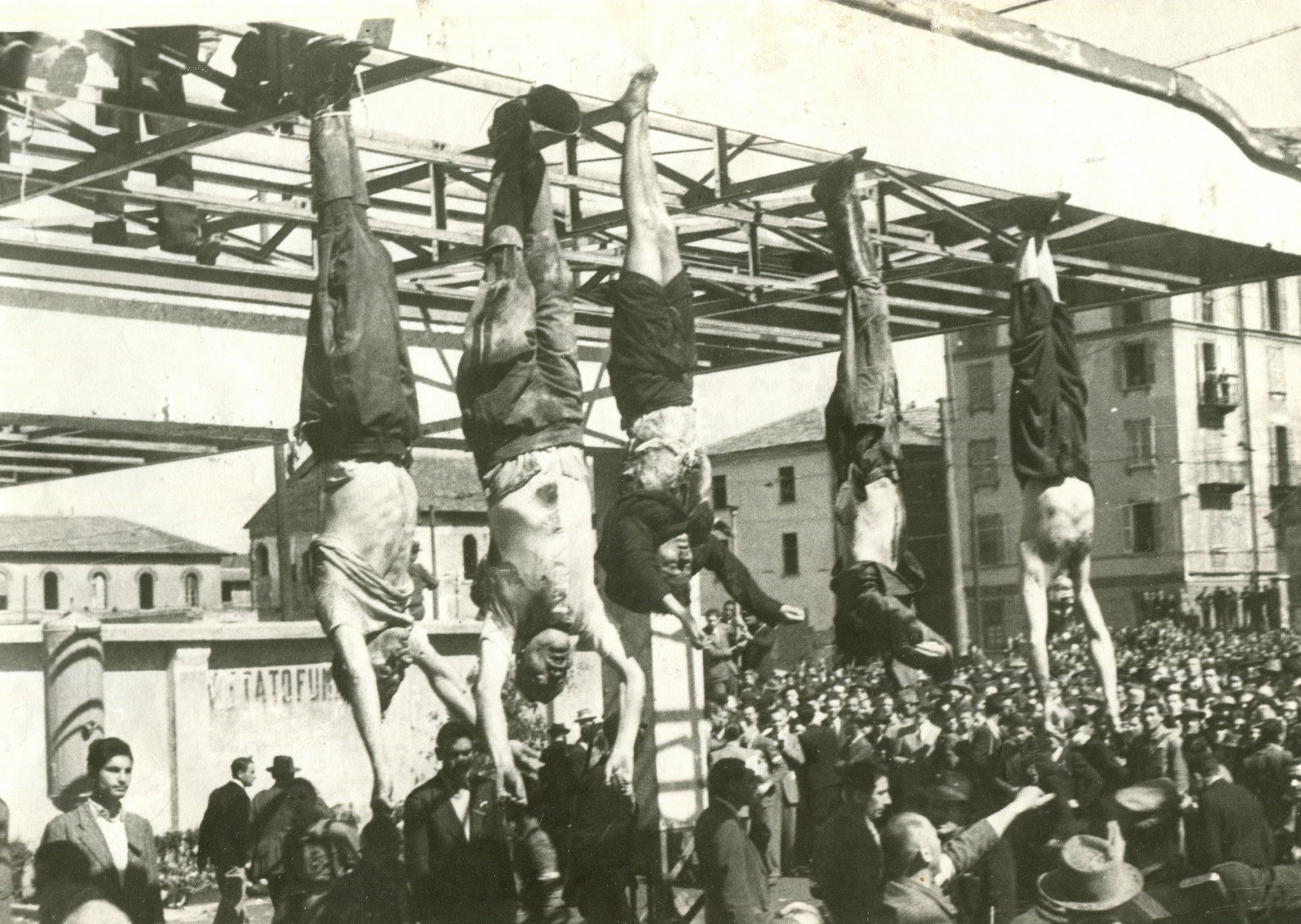
Thỉ thể bị treo ngược của Clara Petacci và Benito Mussolini ở Milan năm 1945

Ngày 27 tháng 4 năm 1945, Mussolini và Petacci đã bị những người du kích Cộng sản bắt được khi đang trốn trong một đoàn xe hộ tống của các thành viên nước Cộng hòa Xã hội Ý. Vào ngày 28 tháng 4, bà và Mussolini được đưa tới xử bắn ở Mezzegra. Ngày hôm sau, ngày 29 tháng 4, thi thể của Mussolini và Petacci được đưa đến Loreto Piazzale ở Milan và treo ngược trước một trạm xăng gần quảng trường thành phố. Các thi thể được một số phóng viên chụp ngay khi đám đông dân chúng trút hết cơn thịnh nộ vào đó. Thi thể của họ vẫn để ở quảng trường công cộng một vài ngày rồi mới mang chôn tại một nghĩa trang bí mật.
Sau khi Clara Petacci được chôn cất lần đầu tiên ở nghĩa trang Milan, dưới cái tên giả Rita Colfosco, mãi đến năm 1959, với sự cho phép của Chủ tịch Hội đồng thành phố Fernando Tambroni, thi hài của bà mới được dời sang hầm mộ của gia đình tại Nghĩa trang Thành phố Monumental Campo Verano ở Roma..

## Gia đình
- Em gái của Clara Petacci là nữ Diễn viên Miriam di San Servolo (31 tháng 5 năm 1923 – 24 tháng 5 năm 1991), còn được gọi là Miriam Petacci hoặc Miriam Day.
- Em trai của Clara Petacci là Marcello Petacci đã bị bắt cùng với Mussolini và Petacci. Nhưng thay vì xử tử ở Dongo thì ông bị bắn khi đang cố gắng trốn thoát.

## Ảnh hưởng văn hóa
- Claretta, bộ phim năm 1984 với sự tham gia của Claudia Cardinale
- Nhạc sĩ người Mỹ Scott Walker đã ghi lại một bài hát về Petacci gọi là "Clara" trong album năm 2006 The Drift của ông
- Ban nhạc quốc xã của Tây Ban Nha 'División 250' cũng ghi lại một bài hát về Petacci gọi là "Clara"
- Mussolini: The Untold Story (Mussolini: Câu chuyện chưa kể), phim truyền hình ngắn tập với Virginia Madsen trong vai Petacci
- Mussolini and I (Mussolini và tôi), với Barbara De Rossi trong vai Petacci